# Ultima Online: Renaissance
Ultima Online: Renaissance est la deuxième extension du MMORPG Ultima Online publiée le 3 avril 2000 par la compagnie EA Games. Cette extension est une des plus importantes puisqu'elle inclut les deux mondes Felucca et Trammel.